# Aleksandr Aleksandrovič Prozorovskij
Aleksandr Aleksandrovič Prozorovskij in russo Александр Александрович Прозоровский? (1732 – 1809) è stato un generale russo.
Fu insignito del titolo di principe e partecipò ad alcune guerre dell'età napoleonica.

## Biografia
Figlio di un importante generale e discendente di una nobile famiglia, Prozorovskij fece le sue prime esperienze militari nella Guerra dei sette anni ed in quella russo-turca del 1768-1774: proprio in questo conflitto, si distinse per la conquista della Crimea. Successivamente, grazie anche al decisivo appoggio della famiglia, fu nominato nel 1780 governatore della città di Kursk; due anni dopo, abbandonò l'incarico, ritirandosi nelle sue proprietà e dedicando il suo tempo agli affari personali.
Nel 1790 riprese la sua attività di politico e militare, divenendo governatore generale di Mosca per volere dello zar Paolo I. Poco tempo dopo, tuttavia, fu rimosso dall'incarico proprio dal sovrano, con il quale non riuscì a creare un buon rapporto. Nel 1808, in occasione del nuovo scontro con i Turchi, fu richiamato dal figlio di Paolo, Alessandro, che lo nominò comandante in capo dell'esercito russo. Prozorovskij non riuscì, nella prima parte del conflitto, ad imporre la supremazia russa, soprattutto dopo che a Brăila, nel 1809, la sua armata subì una pesantissima sconfitta, nella quale persero la vita migliaia di uomini. Per questo motivo, fece allontanare il generale Michail Kutuzov, al quale attribuì la responsabilità della debacle.
Poco tempo dopo, nella seconda metà del 1809, due mesi dopo l'allontanamento di Kutuzov, in occasione dell'attraversamento, da parte dell'esercito russo, del Danubio, Aleksandr Prozorovskij morì per cause naturali: il suo cadavere ricevette gli onori militari e fu successivamente trasportato a San Pietroburgo, dove fu seppellito.